# Транспорт в Архангельске
Транспорт Архангельска представлен всеми основными видами транспорта: железнодорожный, автомобильный, морской, трубопроводный и воздушный. Архангельск — один из крупнейших транспортных узлов северо-запада России. В городе начинаются важные железнодорожная и автомобильная магистрали, имеются крупные морской и речной порты, аэропорта Васьково и Архангельск (Талаги), автовокзал.

## Автомобильный транспорт
Архангельск — важный центр автомобильных перевозок. Он является конечным пунктом федеральной автотрассы «Холмогоры» М8 с ответвлениями на Северодвинск и международный аэропорт Архангельск (Талаги). Это единственная дорога, которая связывает город с центром России, по которой вывозится лес, продукция деревообработки и ввозится продовольствие, потребительские товары и т. п.

## Водный транспорт

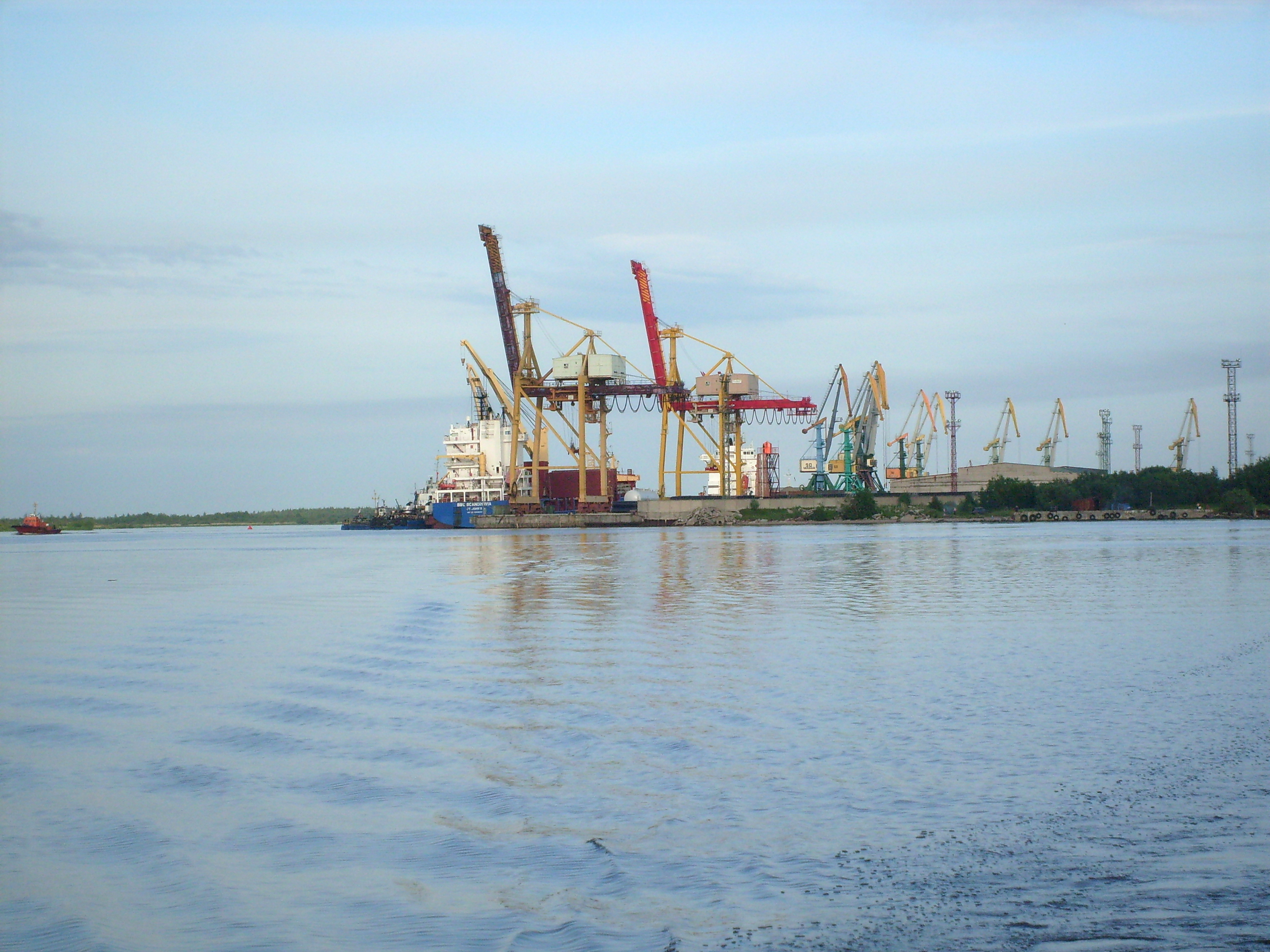
Морской порт Экономия

На территории порта Архангельск находятся 3 грузовых района: аванпорты Экономия и Бакарица (морской торговый порт) и морской речной порт (пассажирский). Через последний осуществляются рейсы на острова в черте города, а также на Соловецкие острова и другие населённые пункты. В будущем планируется развитие глубоководного порта Бакарица, уже началось углубление дна Северной Двины.
Грузооборот порта:
- 2009 год — 3,3 млн т;
- 2010 год — 4,5 млн т[1];
- 2019 год — 4,6 млн т;
- 2020 год — 4,8 млн т;
- 2021 год — 5,3 млн т[2].

## Воздушный транспорт
Аэропорт Архангельск (Талаги), открытый 5 февраля 1963 года, обслуживает федеральные (Москва, Санкт-Петербург, Сочи, Анапа, Мурманск, Симферополь, Нарьян-Мар, Усинск, Сыктывкар, Котлас) и международные регулярные и чартерные рейсы в Турцию (Анталья), Египет (Хургада, Шарм-эш-Шейх), Таиланд (Бангкок), Болгарию (Бургас), Кипр (Ларнака), Испанию (Барселона), Грецию (Салоники), Тунис (Джерба, Энфида, Монастир), Вьетнам (Нячанг, Фантхьет). Расположен в 11 км от города, в Талажском авиагородке.
К югу от Архангельска находится аэропорт местных воздушных линий Васьково. Рейсы, в основном, выполняются на самолётах Ан-2 и Л-410 в удалённые и труднодоступные населённые пункты Архангельской области и Ненецкого автономного округа (Мезень, Нижняя Пёша, Летняя Золотица, Койнас, Вижас, Ома и др.)

## Железнодорожный транспорт
Архангельск является конечным пунктом главного хода Северной железной дороги. На его территории расположены железнодорожные станции Архангельск-Город, Исакогорка, Бакарица, Жаровиха. Планируется железнодорожная магистраль от Архангельска до Перми (Белкомур).
Отправляются поезда в Москву (скорый поезд № 015/016, фирменный поезд № 115/116 «Поморье», скорый летний поезд № 233/234), Санкт-Петербург (скорый поезд № 009/010), Анапу, Адлер, Новороссийск, Минск, Котлас, Карпогоры. Прицепные пассажирские вагоны в Мурманск, Ярославль, Ставрополь, Минеральные Воды, Череповец, Вологду, Онегу, Малошуйку. Планируется сообщение Архангельск — Симферополь.

## Городской транспорт

### Автобус

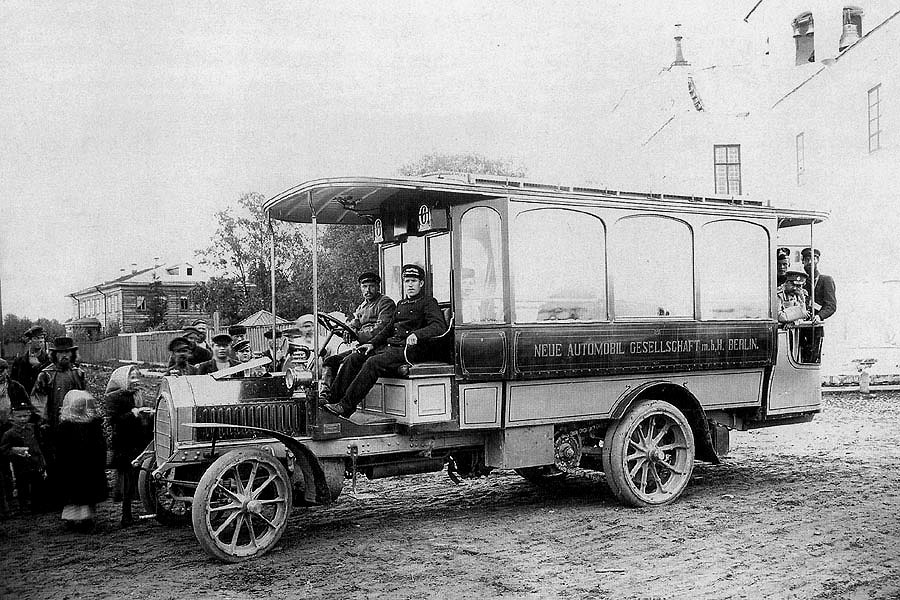
Один из первых автобусов NAG O 7 30/32 PS. Автобус был куплен на 1-й Международной автомобильной выставке в Санкт-Петербурге. Фото 1907 года

В Архангельске автобус в качестве общественного транспорта стал использоваться с июня 1907 года. В город был привезён автобус немецкой марки NAG. Эта машина была рассчитана на 25 пассажиров и весила 6 тонн. Мощность двигателя составляла 26 лошадиных сил.
В 2000-х годах в городе было закуплено большое количество автобусов «ПАЗ», заменивших выработавшие свой ресурс автобусы советского (ЛиАЗ), венгерского (Ikarus), польского (Jelcz) и шведского (Volvo) производства, после чего практически весь общественный транспорт был представлен марками «ПАЗ» и «ГАЗель». Из-за этого Архангельск получил неофициальное прозвище — «город ПАЗиков».
До 2016 года в городе действовали несколько нелегальных маршрутов (например, № 1у, 8). В них вместо билетов выдавались квитанции и автобусы имели надпись «Заказной» на лобовом стекле.
В 2018 году в Архангельск из Москвы были пригнаны 30 автобусов ЛиАЗ-4292 в связи с программой по замене московских автобусов на электробусы. Средний пробег автобусов составляет 100 тыс. километров, с учётом перегона в Архангельск. Они вышли на линии 30 декабря 2018 года, работают на маршрутах № 6, 9, 11, 12, 44, 54 и 60.
В некоторых автобусах (4, 41, 42, 43, 64, 69, 110 и других маршрутах) есть возможность оплатить проезд транспортной картой.
В 2019 году администрация города добавила ещё один маршрут — 90н. Маршрут, согласно приписке «н» — ночной. Осуществлял свою работу с 23:00 до 6:00. По нему курсировала всего одна «ГАЗель NEXT». На данный момент автобусы по этому маршруту не работают.
С 1 января 2023 года на 28 городских маршрутов должен был выйти перевозчик ООО «Транспортная компания „РИКО“» (входит в ГК «Ранд-Транс»). В декабре 2022 года стало известно, что автобусы компании не смогут выйти на маршруты из-за отсутствия газозаправочной инфраструктуры (новые автобусы работают на компримированном природном газе). 1 февраля «РИКО» приступила к обслуживанию маршрутов, при этом вышла только на 13 маршрутов из 28 запланированных (из-за задержки поставок автобусов).
С 1 марта 2023 ООО «Транспортная компания „РИКО“» вышла на все маршруты, предусмотренные в рамках контрактов на 7 лет (всего 25 маршрутов). Глава города Архангельска сообщил о том, что парк компании полностью укомплектован, сформирован резерв, есть необходимое количество водителей. Однако, также стало известно о нехватке кондукторов у перевозчика. Парк перевозчика составляют автобусы Lotos-105 (большого класса) и МАЗ-206.948 (среднего класса); все автобусы работают на компримированном природном газе.
Всего в городе Архангельске существует 31 маршрут, при этом маршрут № 90н — не функционирует.

### Трамвай
В 1916 году открыто трамвайные движение. Архангельский трамвай долгое время был самым северным в мире. В 2004 году трамвай ликвидирован с обещанием компенсировать его утрату развитием троллейбусного движения.

### Троллейбус
Троллейбус пущен в 1974 году. После закрытия архангельского трамвай в 2004 году было обещано развитие троллейбуса. Однако вслед за трамвайным постепенно было закрыто и троллейбусное движение (в 2006—2007 годах и окончательно в 2008 году). Архангельск стал одним из крупнейших в Европе и крупнейшим в России городом без электротранспорта и оставался таким до 2009 года, когда подобная ситуация повторилась в Тюмени. В 2010 году обсуждался вопрос о возрождении троллейбуса, но конкретных решений не было принято, восстановление троллейбусного сообщения не состоялось.